# 傑佛遜鎮區 (密蘇里州瑪麗縣)
傑佛遜鎮區（英語：Jefferson Township）是位於美國密蘇里州瑪麗縣的一個行政鎮區。

## 地方資料
傑佛遜鎮區的面積為242.29平方千米，當中陸地面積為241.27平方千米，而水域面積為1.02平方千米。根據2020年美國人口普查的數據，當地共有人口2627人，而人口密度為每平方千米10.84人。